# 辛曉琪
辛曉琪（英語：Winnie Hsin，1962年2月8日—），台灣女歌手，被稱為“療傷歌后”。曾三度提名金曲獎最佳國語女演唱人獎。

## 早年
辛曉琪出生於臺中市豐原區，其父為知名作家辛鳴皋，筆名“寒歌子”，曾出版《寒歌子詩集》等作品。她的祖籍是辽宁省昌图县。
辛曉琪1976年考入華岡藝術學校音樂科西樂組，主修聲樂，副修鋼琴，選修小提琴。1979年以優異成績甄試獲保送至中國文化大學音樂系西樂組，主修聲樂，副修鋼琴，選修大提琴。

## 演藝生涯
辛曉琪自1982年開始演唱多首電視廣告歌曲，包括國際牌系列－松風、海龍、合歡、金車咖啡、蘭麗綿羊油、肯尼思網球拍、NICE PONG-PONG香浴乳、KISS ME化妝品、花王洗髮精、金蘭醬油、小紅莓鮮果汁及保力達B等。
1986年，發行第一張個人專輯《寂寞的冬》。
1987年，辛曉琪與福茂唱片簽約，而後陸續發行《在你背影守候》、《一夜之間》及《花時間》三張專輯。雖然歌唱功力備受肯定，專輯也頗受好評，但並未打開知名度。
1992年，因《花時間》專輯中歌曲〈自私〉在電台播放時被李宗盛聽見，其對辛曉琪的歌聲十分驚艷，而力邀當時剛與福茂唱片合約屆滿的辛曉琪加盟滾石唱片。
1994年，發行第五張個人專輯《領悟》，由李宗盛寫下的同名歌曲使辛曉琪開始聲名大噪，專輯大賣50萬張，時年32歲的辛曉琪成功躋身暢銷歌手之列。同年底發行第六張個人專輯《味道》，專輯同名歌曲亦是讓人傳唱至今的經典歌曲。辛曉琪的優美嗓音及連續締造兩張暢銷專輯的出色成績，使得她開始有了「療傷歌后」之稱。
1995年，演唱臺灣電影《少女小漁》主題曲〈決定〉和插曲〈離開〉；演唱美國迪士尼電影《風中奇緣》中文版主題曲〈風之彩〉和所有插曲，并擔任中文版電影女主角之配音（男主角配音為劉德華）；與張國榮合唱其主演的電影《新夜半歌聲》主題曲〈深情相擁〉。
1995年，《領悟》入選為【V】94年中文TOP 20榜中榜最佳音樂錄像帶、獲中廣知音時間聽眾票選為年度十大專輯、獲中國時報主辦十大歌手及十大專輯票選活動均為第三名。同年《味道》獲香港JVC勁爆國語歌曲金獎及臺灣金曲龍虎榜年度國語歌曲排行榜第三名；同時也獲錢櫃KTV年度點歌榜冠軍。辛曉琪也獲美國洛杉磯地區KAZN AM1300 Radio Chinese頒發最受歡迎女歌手。
1995年，演唱台語合輯《春天的花蕊》，同時發行第七張個人專輯《遺忘》。年底發行首張個人英文專輯《Winter Light》。
1996年，《領悟》入圍台灣金曲獎「最佳年度歌曲獎」。同年《味道》獲香港年度優秀國語歌曲金獎。
1996年，發行第八張個人專輯《愛上他，不只是我的錯》，專輯同名曲獲【V】年度最佳中文TOP 20。辛曉琪亦憑藉此專輯於第8屆金曲獎首次入圍「最佳國語女演唱人獎」。
1997年，發行第九張個人專輯《女人何苦為難女人》，滾石唱片號稱這張專輯為「真正為女人說話的聲音」。
1999年，以第十張個人專輯《每個女人》獲選中華音樂人交流協會1998年度十大優良專輯。並入圍第10屆金曲獎「最佳國語女演唱人獎」及「最佳流行音樂演唱唱片獎」。
2002年，以翻唱專輯《永遠》入圍第13屆金曲獎「最佳國語女演唱人獎」。
2003年9月11-14日，辛曉琪也應大風音樂劇場之邀於演出音樂劇《梁祝》並擔任其劇女主角“祝英台”，於台北國家劇院舉行6場世界首演。 
2006年，加盟華納唱片。
2006年6月30日、7月1日，辛曉琪於連續兩天於台北國際會議中心舉辦個人售票性質演唱會－「The Promise 承諾　台北演唱會」；並於2008年7月26日於馬來西亞雲頂舉辦「The Promise 承諾　雲頂演唱會」。
2007年，發行個人第16張國語專輯《愛的回答》。
2007年，辛曉琪擔任著名品牌Avon雅芳新活緊緻煥白精華代言人。
2009年5月30日，聯同潘越雲、陳潔儀、萬芳、林曉培於香港紅磡體育館舉行《情牽女人心演唱會》。
2009年12月18日，於上海東方藝術中心成功舉辦個人內地首場售票演唱會《愛的味道》。
2010年8月，於四川成都四川省體育館成功舉辦個人售票演唱會《愛的味道》。
2010年10月29日，聯同羅大佑、任賢齊、姚仁恭應台中市政府及聯聚建設的邀約於台中圓滿劇場舉行《我愛台中清音會》演唱會。
2010年11月27與28日兩晚，辛曉琪聯同眾滾石歌手參與老東家滾石唱片在台北舉辦兩場的30周年“快樂天堂”演唱會。
2011年4月24日，2：00和14：00与品冠在美国康乃迪克州州Foxwoods Casino举办两场演唱会，最后一曲两人合唱了其与张国荣的經典歌曲《深情相拥》。
2011年5月1日，辛曉琪聯同眾滾石歌手參與老東家滾石唱片《滾石30鳥巢演唱會》。
2011年10月5-7日，辛曉琪一連三場與梅賽德斯-奔馳文化中心參與《滾石30上海》演唱會。
2011年10月15日，辛曉琪聯同齊豫、順子、潘越雲在馬來西亞雲頂舉辦「天籟之音繞雲頂」演唱會。
2011年10月22日，辛曉琪聯同伍佰、周華健、趙詠華、黃小琥、青山、張秀卿、李建復、蕭煌奇等歌手參與在新加坡舉辦的「台灣金曲100．夢想起飛」演唱會。
2011年，辛曉琪加入「美夢成真音樂」成為齊秦的師妹，積極投入新專輯的籌備工作，並展開中國大陸與台湾地區等18個城市巡迴個人演唱會。
2012年2月18日，辛曉琪聯同劉德華、林家棟、曹格、阿牛等藝人參與馬來西亞「南亭75群星愛心獻麻坡慈善演唱會」為當地孤兒與貧苦民眾籌建孤兒院、醫慈院。
2012年6月8日，辛曉琪推出國語專輯《遇見快樂》。次年與侯志堅以專輯中歌曲〈無聲情歌〉入圍第24屆金曲獎「最佳單曲製作人獎」。
2013年，參加湖南衛視《我是歌手》節目。在第七期因為齊秦臨時退賽，臨危受命接替齊秦參賽。在第九期，原本所要演唱的是蘇芮的《一樣的月光》，但為了悼念長春周喜军盗车殺婴案中遇害的「小皓博」，而改唱蘇芮的《親愛的小孩》。
2013年8月，辛曉琪為當年92歲的父親出版《走過》一書，此書只送不賣，贈與親友，因辛父信奉伊斯蘭教，指定把書送給各大學跟清真寺圖書館。
2014年，出版《時間帶不走的天真》一書。
2015年，擔任台灣歌唱選秀節目《星光大道》評審。
2016年，歌唱生涯三十週年里程碑 發表大碟《明白Flow》。
2016年12月16日，榮獲第11屆「勁歌王」全球華人樂壇音樂盛典，勁歌后獎及傳媒大獎，兩項大獎。
2017年，以《明白Flow》專輯榮獲MTV全球華語最佳專輯獎。榮獲香港華語金曲獎2017年度最佳國語女歌手獎和香港華語金曲獎2017十大華語金曲。
2018年9月29日，辛曉琪於台北小巨蛋《人生若只如初見》個人演唱會。
2018年，榮獲2018年網易雲音樂經典國風女歌手獎。
2021年2月，開播全新Podcast節目<辛小說Remix>，並於各大平台全面上架。
2021年4月12日，全新數位單曲〈遙寄〉於各大平台全面上架。
2021年4月，為大甲媽祖遶境獻唱〈I Promise 我一定會勇敢〉台語歌曲。
2021年5月8、9日，於台北國際會議中心舉辦《回報以歌》個人巡迴演唱會。
2021年12月18日，參與《遇見36度C的冬》交響演唱會，與台北市立交響樂團TSO合作，於台北流行音樂中心舉辦。

## 演唱會
| 日期                  | 名稱                                       | 地點                       |
| --------------------- | ------------------------------------------ | -------------------------- |
| 2002年5月24日         | 辛曉琪《永遠的戀人啊》                     | 台北福華會館               |
| 2004年7月4日          | 辛曉琪《愛上辛曉琪Unplugged 音樂會》       | 台北 STAGE PUB             |
| 2006年6月30日、7月1日 | 辛曉琪《The Promise 承諾演唱會》台北站     | 台北國際會議中心           |
| 2008年7月26日         | 辛曉琪《The Promise 承諾演唱會》馬來西亞站 | 云頂云星劇場               |
| 2009年12月18日        | 辛曉琪《愛的味道上海演唱會》上海站         | 上海東方藝術中心           |
| 2010年8月21日         | 辛曉琪《愛的味道成都演唱會》成都站         | 四川省體育館               |
| 2011年12月18日        | 《遇見快樂》辛曉琪中國巡迴演唱會北京站     | 北京保利劇院               |
| 2012年1月2日          | 《遇見快樂》辛曉琪中國巡迴演唱會常州站     | 常州大劇院 （江蘇）        |
| 2012年1月4日          | 《遇見快樂》辛曉琪中國巡迴演唱會張家港站   | 張家港大劇院 （江蘇）      |
| 2012年1月7日          | 《遇見快樂》辛曉琪中國巡迴演唱會泰州站     | 泰州大劇院 （江蘇）        |
| 2012年1月9日          | 《遇見快樂》辛曉琪中國巡迴演唱會馬鞍山站   | 馬鞍山大劇院 （安徽）      |
| 2012年1月11日         | 《遇見快樂》辛曉琪中國巡迴演唱會合肥站     | 合肥大劇院 （安徽）        |
| 2012年1月14日         | 《遇見快樂》辛曉琪中國巡迴演唱會溫州站     | 溫州大劇院 （浙江）        |
| 2012年1月16日         | 《遇見快樂》辛曉琪中國巡迴演唱會麗水站     | 麗水大劇院 （浙江）        |
| 2012年5月5日          | 《遇見快樂》辛曉琪中國巡迴演唱會東莞站     | 東莞玉蘭大劇院（廣東）     |
| 2012年5月7日          | 《遇見快樂》辛曉琪中國巡迴演唱會深圳站     | 深圳保利劇院 （廣東）      |
| 2012年5月9日          | 《遇見快樂》辛曉琪中國巡迴演唱會惠州站     | 惠州文化藝術中心 （廣東）  |
| 2012年5月13日         | 《遇見快樂》辛曉琪中國巡迴演唱會重慶站     | 重慶大劇院                 |
| 2012年5月17日         | 《遇見快樂》辛曉琪中國巡迴演唱會鄭州站     | 河南藝術中心（鄭州）       |
| 2012年5月20日         | 《遇見快樂》辛曉琪中國巡迴演唱會呼和浩特站 | 烏蘭恰特大劇院 （內蒙）    |
| 2012年5月23日         | 《遇見快樂》辛曉琪中國巡迴演唱會煙台站     | 煙台大劇院 （山東）        |
| 2012年5月26日         | 《遇見快樂》辛曉琪中國巡迴演唱會青島站     | 青島大劇院 （山東）        |
| 2012年5月29日         | 《遇見快樂》辛曉琪中國巡迴演唱會無錫站     | 無錫大劇院 （江蘇）        |
| 2012年5月31日         | 《遇見快樂》辛曉琪中國巡迴演唱會武漢站     | 武漢琴台大劇院 （湖北）    |
| 2018年9月29日         | 辛曉琪《人生若只如初見》演唱會             | 台北小巨蛋                 |
| 2021年5月8-9日        | 辛曉琪《回報以歌》巡迴演唱會台北站         | 台北國際會議中心           |
| 2024年2月2日、2月3日  | 辛曉琪《療傷那天後》演唱會                 | Legacy Taipei 音樂展演空間 |
| 2024年6月15日         | 辛曉琪《歌在青春在》巡迴演唱會北京站       | 北京國家體育館             |
| 2024年8月31日         | 辛曉琪《歌在青春在》巡迴演唱會南京站       | 南京奧體中心國緣V9體育館   |

## 音樂作品

### 國語專輯
| 發行日期 | 專輯名稱             |
| -------- | -------------------- |
| 1986年   | 寂寞的冬             |
| 1989年   | 在你背影守候         |
| 1991年   | 一夜之間             |
| 1992年   | 花時間               |
| 1994年   | 領悟                 |
| 1994年   | 味道                 |
| 1995年   | 遺忘                 |
| 1996年   | 愛上他，不只是我的錯 |
| 1997年   | 女人何苦為難女人     |
| 1998年   | 每個女人             |
| 1999年   | 怎麼？               |
| 2000年   | 談情看愛             |
| 2001年   | 永遠                 |
| 2002年   | 戀人啊！             |
| 2007年   | 愛的回答             |
| 2012年   | 遇見快樂             |
| 2016年   | 明白                 |

### 英文專輯
| 發行日期 | 專輯名稱     |
| -------- | ------------ |
| 1995年   | Winter Light |

### 單曲
| 年份   | 歌曲           |
| ------ | -------------- |
| 1995年 | Love Runs Deep |
| 2006年 | 承諾           |
| 2012年 | 悠遊自在       |
| 2018年 | 相信愛情       |
| 2021年 | 遙寄           |
| 2021年 | 我一定會勇敢   |
| 2024年 | 愛 轉身        |
| 2024年 | 傷心預告       |

### 精選專輯
| 發行日期 | 專輯名稱                     |
| -------- | ---------------------------- |
| 1994年   | 歷年精選                     |
| 1997年   | 滾石珍藏版金碟系列：辛曉琪   |
| 1999年   | 守候                         |
| 2002年   | 失物招領                     |
| 2003年   | 滾石香港黃金十年：辛曉琪精選 |
| 2004年   | 我也會愛上別人的 (新歌+精選) |

### 其他非個人專輯作品

#### 大合唱
| 歌曲             | 語言 |
| ---------------- | ---- |
| 《用盡一生的愛》 |      |
| 《讓心勇敢飛》   |      |
| 《突破自我》     | 粵語 |
| 《大地之歌》     |      |
| 《等我一秒鐘》   |      |
| 《相親相愛》     |      |
| 《春天的花蕊》   | 台語 |
| 《2021快樂天堂》 |      |

#### 音樂劇
| 年份   | 名稱           | 劇團     |
| ------ | -------------- | -------- |
| 2003年 | 《梁祝音樂劇》 | 大風劇團 |

#### 電影/電視劇主題曲/插曲
| 歌曲                       | 劇名                       | 語言 | 性質         |
| -------------------------- | -------------------------- | ---- | ------------ |
| 《熄緣》                   | 電視劇《緣盡今生》         |      | 主題曲       |
| 《決定》                   | 電影《少女小漁》           |      | 主題曲       |
| 《離開》                   | 電影《少女小漁》           |      | 插曲         |
| 《人生如此》               | 電影《青蛇》               | 國語 | 插曲         |
| 《人生如此》               | 電影《青蛇》               | 粵語 | 插曲         |
| 《莫呼洛迦》               | 電影《青蛇》               | 國語 | 插曲         |
| 《莫呼洛迦》               | 電影《青蛇》               | 粵語 | 插曲         |
| 《不見別的心》             | 電影《醉拳》               | 粵語 | 插曲         |
| 《俩俩相忘》               | 电视剧《倚天屠龙记》       |      | 插曲，片尾曲 |
| 《俩俩相忘》               | 电视剧《情丝万缕》         |      | 主题曲       |
| 《仿佛是昨天》             | 电视剧《今生今世》         |      | 片尾曲       |
| 《忘川》                   | 電視劇《俠義見青天》       |      | 插曲         |
| 《雨霖鈴》                 | 電視劇《俠義見青天》       |      | 插曲         |
| 《傲》                     | 《新仙鶴神針》             | 粵語 | 主題曲       |
| 《傲》                     | 《新仙鶴神針》             | 國語 | 主題曲       |
| 《女人何苦為難女人》       | 電視劇《與狼共枕》         | 國語 | 主題曲       |
| 《離春天多麼遠》           | 電視劇《我和春天有個約會》 | 粵語 | 主題曲       |
| 《風之彩》                 | 迪士尼卡通電影《風中奇緣》 |      | 主題曲       |
| 《滾滾河水兩岸拍》         | 迪士尼卡通電影《風中奇緣》 |      | 插曲         |
| 《野蠻人2》                | 迪士尼卡通電影《風中奇緣》 |      | 插曲         |
| 《深情相擁》（張國榮合唱） | 電影《夜半歌聲》           |      | 插曲         |
| 《眉來眼去》（張國榮合唱） | 電影《金枝玉葉》           |      | 插曲         |
| 《玻璃》                   | 电视剧《新蜀山剑侠》       |      | 主题曲       |

#### 非個人專輯單曲
| 歌曲             | 語言 |
| ---------------- | ---- |
| 暝那會這呢長     | 台語 |
| 結果（《領悟》） | 粵語 |

## 出版作品

### 書籍
| 年份   | 書名                 | 出版社   | ISBN               |
| ------ | -------------------- | -------- | ------------------ |
| 2014年 | 《時間帶不走的天真》 | 時報文化 | ISBN 9789571360577 |

## 演出作品
- 2016年《滾石愛情故事》(飾演 雜誌社主管)

## Podcast
| 年份   | 名稱                      | 網址                                                            |
| ------ | ------------------------- | --------------------------------------------------------------- |
| 2021年 | 《辛小說 Winnie's Remix》 | https://open.firstory.me/user/winniehsin （页面存档备份，存于） |

## 獎項紀錄

### 金曲獎
| 年份   | 頒獎典禮    | 獎項           | 作品         | 結果 |
| 1994年 | 第6屆金曲獎 | 最佳年度歌曲獎 | 〈倆倆相忘〉 | 提名 |